# Ice Pol Racing Team
Ice Pol Racing Team est une écurie de sport automobile et un club automobile belge, fondée en 1992 par Yves Lambert et Christian Lefort.

## Historique
Le club est créé en 1992,. En janvier 2008, le club est composé par cent-quarante membres.
En 2006, Ice Pol Racing Team participe pour la première fois aux 24 Heures du Mans. L'écurie engage une Porsche 911 GT3 RSR (996) pour Yves Lambert, Christian Lefort et Romain Iannetta. Elle se classe au vingt-troisième rang du classement général,.
En parallèle aux 24 Heures du Mans, l'écurie dispute les Le Mans Series,, ainsi que les 24 Heures de Spa, où la Porsche termine au seizième rang du général.
L'année suivante, l'écurie belge n'est que suppléant sur la liste des engagés des 24 Heures du Mans.